# اونای اکوسیتو
اونای اکوسیتو (انگلیسی: Unai Expósito؛ زادهٔ ۲۳ ژانویهٔ ۱۹۸۰) بازیکن فوتبال اهل اسپانیا است.
از باشگاه‌هایی که در آن بازی کرده‌است می‌توان به باشگاه فوتبال هرکولس، باشگاه فوتبال نومانسیا، باشگاه فوتبال اتلتیک بیلبائو، باشگاه فوتبال اوساسونا، و باشگاه فوتبال اتلتیک بیلبائو بی اشاره کرد.